# Natação no Campeonato Mundial de Esportes Aquáticos de 2017 - 50 m livre masculino
A prova dos 50 metros livre masculino da natação no Campeonato Mundial de Esportes Aquáticos de 2017 ocorreu nos dias 28 de julho e 29 de julho em Budapeste na Hungria.

## Recordes
Antes desta competição, os recordes mundiais e do campeonato nesta prova eram os seguintes:
| Tipo                  | Atleta      | Tempo | Local     | Data                   |
| --------------------- | ----------- | ----- | --------- | ---------------------- |
|                       | César Cielo | 20,91 | São Paulo | 18 de dezembro de 2009 |
| Recorde do campeonato | César Cielo | 21,08 | Roma      | 1 de agosto de 2009    |

## Medalhistas
| Ouro                 | Prata              | Bronze          |
| Caeleb Dressel (USA) | Bruno Fratus (BRA) | Ben Proud (GBR) |

## Resultados

### Eliminatórias
Esses foram os resultados das eliminatórias. Foram realizadas no dia 28 de julho com início às 09:30. 
| Pos. | Bateria | Raia               | Nadador                  | Nacionalidade                   | Tempo | Notas            |
| ---- | ------- | ------------------ | ------------------------ | ------------------------------- | ----- | ---------------- |
| 1    | 12      | 3                  | Bruno Fratus             | Brasil                          | 21.51 | Q                |
| 2    | 11      | 5                  | Caeleb Dressel           | Estados Unidos                  | 21.61 | Q                |
| 3    | 11      | 2                  | Kristian Golomeev        | Grécia                          | 21.69 | Q,               |
| 4    | 12      | 4                  | Vladimir Morozov         | Rússia                          | 21.72 | Q                |
| 5    | 13      | 3                  | Paweł Juraszek           | Polónia                         | 21.74 | Q                |
| 6    | 13      | 4                  | Ben Proud                | Reino Unido                     | 21.93 | Q                |
| 7    | 11      | 4                  | Cameron McEvoy           | Austrália                       | 21.95 | Q                |
| 8    | 12      | 2                  | Luca Dotto               | Itália                          | 21.98 | Q                |
| 9    | 12      | 6                  | César Cielo              | Brasil                          | 21.99 | Q                |
| 9    | 12      | 5                  | Nathan Adrian            | Estados Unidos                  | 21.99 | Q                |
| 11   | 11      | 6                  | Damian Wierling          | Alemanha                        | 22.00 | Q                |
| 12   | 13      | 5                  | Andriy Hovorov           | Ucrânia                         | 22.05 | Q                |
| 13   | 13      | 7                  | Ari-Pekka Liukkonen      | Finlândia                       | 22.12 | Q                |
| 14   | 10      | 4                  | Serhiy Shevtsov          | Ucrânia                         | 22.13 | Q                |
| 15   | 13      | 1                  | Shinri Shioura           | Japão                           | 22.17 | Q                |
| 16   | 11      | 1                  | Krisztián Takács         | Hungria                         | 22.18 | Q                |
| 17   | 13      | 6                  | Evgeny Sedov             | Rússia                          | 22.20 |                  |
| 18   | 11      | 8                  | Maxim Lobanovskij        | Hungria                         | 22.23 |                  |
| 18   | 13      | 8                  | Ali Khalafalla           | Egito                           | 22.23 |                  |
| 20   | 12      | 0                  | Oussama Sahnoune         | Argélia                         | 22.27 |                  |
| 21   | 13      | 2                  | Jesse Puts               | Países Baixos                   | 22.28 |                  |
| 22   | 12      | 7                  | James Roberts            | Austrália                       | 22.29 |                  |
| 23   | 11      | 7                  | Katsumi Nakamura         | Japão                           | 22.32 |                  |
| 24   | 12      | 1                  | Yu Hexin                 | China                           | 22.41 |                  |
| 25   | 13      | 9                  | Yuri Kisil               | Canadá                          | 22.43 |                  |
| 26   | 13      | 0                  | Pieter Timmers           | Bélgica                         | 22.47 |                  |
| 27   | 10      | 2                  | Artsiom Machekin         | Bielorrússia                    | 22.49 |                  |
| 28   | 10      | 6                  | Odysseus Meladinis       | Grécia                          | 22.50 |                  |
| 29   | 11      | 3                  | Simonas Bilis            | Lituânia                        | 22.51 |                  |
| 30   | 9       | 4                  | Wu Chun-feng             | Taipé Chinesa                   | 22.53 | Recorde nacional |
| 31   | 11      | 9                  | Douglas Erasmus          | África do Sul                   | 22.56 |                  |
| 32   | 12      | 8                  | Filip Wypych             | Polónia                         | 22.57 |                  |
| 33   | 9       | 7                  | Andrej Barna             | Sérvia                          | 22.61 |                  |
| 34   | 9       | 5                  | Federico Grabich         | Argentina                       | 22.68 |                  |
| 34   | 10      | 3                  | Shi Yang                 | China                           | 22.68 |                  |
| 36   | 10      | 7                  | Miguel Nascimento        | Portugal                        | 22.69 |                  |
| 37   | 9       | 3                  | Hanser García            | Cuba                            | 22.70 |                  |
| 38   | 9       | 1                  | Mislav Sever             | Croácia                         | 22.71 |                  |
| 38   | 10      | 5                  | Daniel Hunter            | Nova Zelândia                   | 22.71 |                  |
| 40   | 8       | 6                  | Shane Ryan               | Irlanda                         | 22.79 |                  |
| 41   | 9       | 8                  | Meiron Cheruti           | Israel                          | 22.80 |                  |
| 41   | 10      | 9                  | Yauhen Tsurkin           | Bielorrússia                    | 22.80 |                  |
| 43   | 7       | 8                  | Bradley Vincent          | Ilhas Maurícias                 | 22.82 | Recorde nacional |
| 44   | 10      | 8                  | Luís Flores              | Porto Rico                      | 22.83 |                  |
| 45   | 10      | 0                  | Zane Waddell             | África do Sul                   | 22.86 |                  |
| 46   | 9       | 0                  | Cristian Quintero        | Venezuela                       | 22.87 |                  |
| 47   | 9       | 2                  | Daniel Zaitsev           | Estónia                         | 22.88 |                  |
| 47   | 12      | 9                  | Oleksandr Loginov        | Canadá                          | 22.88 |                  |
| 49   | 8       | 4                  | Justin Plaschka          | Jamaica                         | 22.93 |                  |
| 49   | 9       | 6                  | Sam Perry                | Nova Zelândia                   | 22.93 |                  |
| 49   | 10      | 1                  | Hüseyin Emre Sakçı       | Turquia                         | 22.93 |                  |
| 52   | 8       | 2                  | Julien Henx              | Luxemburgo                      | 22.98 |                  |
| 53   | 8       | 5                  | Triady Fauzi Sidiq       | Indonésia                       | 22.99 |                  |
| 54   | 7       | 0                  | Alin Coste               | Roménia                         | 23.04 |                  |
| 55   | 9       | 9                  | Yang Jae-hoon            | Coreia do Sul                   | 23.05 |                  |
| 56   | 7       | 5                  | Aleksandar Nikolov       | Bulgária                        | 23.08 |                  |
| 57   | 8       | 1                  | Daniel Ramírez           | México                          | 23.19 |                  |
| 58   | 8       | 8                  | Pavel Izbisciuc          | Moldávia                        | 23.23 |                  |
| 59   | 8       | 3                  | Joshua Romany            | Trinidad e Tobago               | 23.30 |                  |
| 59   | 8       | 7                  | Enzo Martínez            | Uruguai                         | 23.30 |                  |
| 61   | 7       | 1                  | Oliver Elliot            | Chile                           | 23.35 |                  |
| 62   | 8       | 9                  | Peter Wetzlar            | Zimbabwe                        | 23.37 |                  |
| 62   | 8       | 0                  | Aleksey Tarasenko        | Uzbequistão                     | 23.37 |                  |
| 64   | 7       | 6                  | Nikola Bjelajac          | Bósnia e Herzegovina            | 23.42 |                  |
| 65   | 11      | 0                  | Renzo Tjon-A-Joe         | Suriname                        | 23.51 |                  |
| 66   | 6       | 3                  | Matthew Zammit           | Malta                           | 23.53 |                  |
| 67   | 7       | 4                  | Hoàng Quý Phước          | Vietname                        | 23.56 |                  |
| 68   | 7       | 2                  | Marco González           | Colômbia                        | 23.59 |                  |
| 69   | 3       | 6                  | Issa Mohamed             | Quênia                          | 23.68 |                  |
| 70   | 6       | 7                  | Giorgi Biganishvili      | Geórgia                         | 23.72 | Recorde nacional |
| 71   | 6       | 4                  | Anthony Barbar           | Líbano                          | 23.76 |                  |
| 71   | 6       | 6                  | Jean-Luc Zephir          | Santa Lúcia                     | 23.76 |                  |
| 71   | 7       | 3                  | Willian Vallejos         | Paraguai                        | 23.76 |                  |
| 74   | 6       | 2                  | Kevin Avila Soto         | Guatemala                       | 23.84 |                  |
| 74   | 7       | 7                  | Vahan Mkhitaryan         | Armênia                         | 23.84 |                  |
| 76   | 6       | 5                  | Abdoul Niane             | Senegal                         | 23.92 |                  |
| 77   | 2       | 4                  | Denílson da Costa        | Moçambique                      | 23.93 | Recorde nacional |
| 78   | 3       | 0                  | Farhan Farhan            | Bahrein                         | 23.96 | Recorde nacional |
| 79   | 6       | 1                  | Souhail Hamouchane       | Marrocos                        | 24.14 |                  |
| 80   | 5       | 3                  | Mohammed Bedour          | Jordânia                        | 24.15 |                  |
| 80   | 6       | 9                  | Stefano Mitchell         | Antígua e Barbuda               | 24.15 |                  |
| 82   | 5       | 4                  | Mahfizur Rahman Sagor    | Bangladesh                      | 24.16 |                  |
| 83   | 6       | 0                  | Jagger Stephens          | Guam                            | 24.18 |                  |
| 84   | 6       | 8                  | Hilal Hemed Hilal        | Tanzânia                        | 24.19 |                  |
| 85   | 2       | 5                  | Thibaut Danho            | Costa do Marfim                 | 24.24 |                  |
| 86   | 5       | 1                  | Serginni Marten          | Curaçau                         | 24.27 |                  |
| 86   | 5       | 5                  | Miguel Mena              | Nicarágua                       | 24.27 |                  |
| 88   | 3       | 5                  | Ifeakachuku Nmor         | Nigéria                         | 24.31 |                  |
| 89   | 5       | 2                  | Boško Radulović          | Montenegro                      | 24.42 |                  |
| 90   | 7       | 9                  | José Alberto Quintanilla | Bolívia                         | 24.43 |                  |
| 91   | 1       | 6                  | Myagmaryn Delgerkhüü     | Mongólia                        | 24.49 | Recorde nacional |
| 91   | 1       | 2                  | Bakr Al-Dulaimi          | Iraque                          | 24.49 | Recorde nacional |
| 93   | 5       | 6                  | Christian Nikles         | Brunei                          | 24.71 |                  |
| 94   | 5       | 8                  | Kerry Ollivierre         | Granada                         | 24.90 |                  |
| 95   | 5       | 7                  | Lum Zhaveli              | Kosovo                          | 24.92 |                  |
| 96   | 1       | 5                  | Temaruata Strickland     | Ilhas Cook                      | 25.21 | Recorde nacional |
| 97   | 2       | 3                  | Khaled Al-Houti          | Federação de membros suspensos  | 25.24 |                  |
| 98   | 3       | 2                  | Adam Moncherry           | Seicheles                       | 25.27 |                  |
| 99   | 2       | 1                  | Belly-Cresus Ganira      | Burundi                         | 25.32 | Recorde nacional |
| 100  | 5       | 0                  | Olim Kurbanov            | Tajiquistão                     | 25.70 | Recorde nacional |
| 101  | 4       | 9                  | Mark Hoare               | Essuatíni                       | 25.86 | Recorde nacional |
| 102  | 5       | 9                  | Theo Chiabaut            | Mónaco                          | 25.87 |                  |
| 103  | 1       | 3                  | Cheng Pirort             | Camboja                         | 26.29 |                  |
| 103  | 4       | 2                  | Loiy Juwaihan            | Palestina                       | 26.29 |                  |
| 105  | 4       | 5                  | Santisouk Inthavong      | Laos                            | 26.36 | Recorde nacional |
| 106  | 2       | 6                  | Joseph Denobrega         | Guiana                          | 26.57 |                  |
| 107  | 3       | 8                  | Christian Villacrusis    | Marianas Setentrionais          | 26.61 |                  |
| 108  | 3       | 9                  | Andrew Lapuka            | Tonga                           | 26.72 |                  |
| 109  | 4       | 3                  | Albachir Mouctar         | Níger                           | 26.75 |                  |
| 110  | 4       | 4                  | Dionisio Augustine       | Estados Federados da Micronésia | 26.76 |                  |
| 111  | 4       | 6                  | Shawn Dingilius-Wallace  | Palau                           | 26.95 |                  |
| 112  | 2       | 9                  | Ismah Serunjoji          | Uganda                          | 27.37 |                  |
| 113  | 2       | 8                  | Ismail Muthasim Adnan    | Maldivas                        | 27.72 |                  |
| 114  | 2       | 0                  | Papy Dossous             | Haiti                           | 27.98 |                  |
| 115  | 4       | 1                  | Jefferson Kpanou         | Benim                           | 28.29 |                  |
| 116  | 2       | 7                  | Houssein Gaber           | Djibuti                         | 28.86 |                  |
| 117  | 2       | 2                  | Roland Zouetaba          | Burquina Fasso                  | 29.53 |                  |
| 118  | 3       | 3                  | Phillip Kinono           | Ilhas Marshall                  | 30.75 |                  |
|      | 3       | 7                  | Kwesi Jackson            | Gana                            | DNS   | DNS              |
| 3    | 4       | Adama Niane        | Senegal                  |                                 | DNS   | DNS              |
| 3    | 1       | Mohammad Rajabi    | Afeganistão              |                                 | DNS   | DNS              |
| 4    | 0       | Chaoili Aonzoudine | Comores                  |                                 | DNS   | DNS              |
| 4    | 7       | Osman Kamara       | Serra Leoa               |                                 | DNS   | DNS              |
| 4    | 8       | Oumar Kaba         | Guiné                    |                                 | DNS   | DNS              |
| 1    | 4       | Cruz Halbich       | São Vicente e Granadinas | DSQ                             | DSQ   |                  |

### Semifinal
Esses foram os resultados das semifinais. Foram realizadas no dia 28 de julho com início às 18h09. 
Semifinal 1
| Pos. | Raia | Nadador          | Nacionalidade  | Tempo | Notas |
| ---- | ---- | ---------------- | -------------- | ----- | ----- |
| 1    | 4    | Caeleb Dressel   | Estados Unidos | 21.29 | Q,    |
| 2    | 5    | Vladimir Morozov | Rússia         | 21.45 | Q     |
| 3    | 3    | Ben Proud        | Reino Unido    | 21.60 | Q     |
| 4    | 2    | Nathan Adrian    | Estados Unidos | 21.83 |       |
| 5    | 6    | Luca Dotto       | Itália         | 21.92 |       |
| 6    | 7    | Andriy Hovorov   | Ucrânia        | 21.96 |       |
| 7    | 8    | Krisztián Takács | Hungria        | 22.05 |       |
| 8    | 1    | Serhiy Shevtsov  | Ucrânia        | 22.22 |       |

Semifinal 2
| Pos. | Raia | Nadador             | Nacionalidade | Tempo | Notas |
| ---- | ---- | ------------------- | ------------- | ----- | ----- |
| 1    | 4    | Bruno Fratus        | Brasil        | 21.60 | Q     |
| 2    | 1    | Ari-Pekka Liukkonen | Finlândia     | 21.71 | Q     |
| 2    | 5    | Kristian Golomeev   | Grécia        | 21.71 | Q     |
| 4    | 3    | Paweł Juraszek      | Polónia       | 21.74 | Q     |
| 5    | 2    | César Cielo         | Brasil        | 21.77 | Q     |
| 6    | 6    | Cameron McEvoy      | Austrália     | 21.81 |       |
| 7    | 7    | Damian Wierling     | Alemanha      | 21.93 |       |
| 8    | 8    | Shinri Shioura      | Japão         | 22.02 |       |

### Final
A final foi realizada em 29 de julho às 17h39. 
| Pos.              | Raia | Nadador             | Nacionalidade  | Tempo | Notas            |
| ----------------- | ---- | ------------------- | -------------- | ----- | ---------------- |
| Medalha de ouro   | 4    | Caeleb Dressel      | Estados Unidos | 21.15 | Recorde nacional |
| Medalha de prata  | 6    | Bruno Fratus        | Brasil         | 21.27 |                  |
| Medalha de bronze | 3    | Ben Proud           | Reino Unido    | 21.43 |                  |
| 4                 | 5    | Vladimir Morozov    | Rússia         | 21.46 |                  |
| 5                 | 1    | Paweł Juraszek      | Polónia        | 21.47 | Recorde nacional |
| 6                 | 7    | Ari-Pekka Liukkonen | Finlândia      | 21.67 |                  |
| 7                 | 2    | Kristian Golomeev   | Grécia         | 21.73 |                  |
| 8                 | 8    | César Cielo         | Brasil         | 21.83 |                  |

Legenda
| Recorde mundial       | Recorde mundial (World record)               |                       | Recorde africano                      | Recorde africano (African) |                                           | Q | Classificado por posição (Qualified) |
| Recorde do campeonato | Recorde do campeonato (Championship record)  | Recorde da América    | Recorde da América (Americas)         | q                          | Classificado por melhor tempo (Qualified) |   |                                      |
| Melhor marca do ano   | Melhor marca do ano (World leading)          | Recorde asiático      | Recorde asiático (Asian)              | DNS                        | Não largou (Did not start)                |   |                                      |
| Recorde nacional      | Recorde nacional (National record)           | Recorde europeu       | Recorde europeu (European)            | DNF                        | Não terminou (Did not finish)             |   |                                      |
| Recorde pessoal       | Recorde pessoal do atleta (Personal best)    | Recorde da Oceania    | Recorde da Oceania (Oceania)          | DSQ / DQ                   | Desclassificado (Disqualified)            |   |                                      |
| Recorde da temporada  | Recorde da temporada do atleta (Season best) | Recorde sul-americano | Recorde sul-americano (South America) | NM                         | Sem marca (No mark)                       |   |                                      |